# This Is Our Music (Galaxie 500 album)
Albums de Galaxie 500
On Fire
(1989) Uncollected
(1996)
Singles
This Is Our Music est le troisième et dernier album studio de Galaxie 500, paru en 1990 sur le label américain Rough Trade.
Il a été enregistré comme son prédécesseur aux studios Noise NY à New York.
Le titre de l'album est une référence à l'album éponyme, paru en 1960, de Ornette Coleman, légende du jazz. The Brian Jonestown Massacre, à leur tour, ont également fait référence à ce titre avec leur album And This Is Our Music en 2003.

## Titres
Tous les titres ont été écrits par Galaxie 500, sauf mention contraire.
1. Fourth of July - 5:35
2. Hearing Voices - 3:34
3. Spook - 4:35
4. Summertime - 5:59
5. Way Up High - 4:03
6. Listen, The Snow Is Falling (Yoko Ono) - 7:48
7. Sorry - 4:15
8. Melt Away - 4:35
9. King of Spain, Pt. 2 - 5:07
10. Here She Comes Now (titre bonus) (Velvet Underground) - 5:57

## Rééditions
L'album a été réédité par Rykodisc, qui a inclus le titre bonus Here She Comes Now (reprise du Velvet Underground) ainsi que le clip de Fourth of July, sorti en single.
Rykodisc a également inclus cette version dans son coffret consacré au groupe, sorti en 1996.
En 2010, une nouvelle réédition ajoute en bonus l'album live Copenhagen.